# 土浦ツェッペリン伯号展示館
土浦ツェッペリン伯号展示館（つちうらツェッペリンはくごうてんじかん）は、茨城県土浦市にある資料館。1929年に世界一周を成し遂げ、その途中で霞ヶ浦海軍航空隊基地へ来航し世界を熱狂させたドイツの巨大飛行船・LZ 127 グラーフ・ツェッペリン伯号（ツェッペリン伯号）に関する資料を展示している。

## 概要
2005年に開館した。かつて霞ヶ浦に来航したツェッペリン伯号や飛行船の歴史を後世に伝えようとして開館した。2階建ての建物の1階を改装して造られている。ツェッペリン伯号の模型や霞ヶ浦来航当時の写真などが展示してある。
正確にはツェッペリン伯号が来航した霞ヶ浦海軍航空隊があった都市は土浦市の南に隣接する阿見町であり、土浦市ではない。1922年に霞ヶ浦海軍航空隊が作られてからは、土浦市は終戦まで海軍の街として発展した。1940年11月15日に霞ヶ浦海軍航空隊の予科練が土浦市に移転（土浦海軍航空隊）してからは全国各地に作られた予科練の中で最も有名になったのが土浦市の予科練であった。これらのルーツに基づき土浦市に作られた資料館である。
霞ヶ浦海軍航空隊基地は戦前の日本有数の巨大軍事基地となった。この基地には日本が第一次世界大戦の戦利品としてドイツから移設してきた巨大格納庫（欧州格納庫とよばれていた）があり、巨大な飛行船が着陸するのに有利であったたためこの基地がツェッペリン伯号の停泊地として選ばれた。
1929年8月19日夕方にツェッペリン伯号は東京上空に来航した後に霞ヶ浦航空隊基地へ来航し、8月23日に霞ヶ浦を離陸して太平洋横断に出発した。ツェッペリン伯号の東京来航時は関東大震災の復興途中であった東京の住民にとっては明るいニュースとなり、8月20日の新聞記事に掲載された「君はツェッペリンを見たか」の流行語が生まれた。東京からは臨時列車が運行されて8月23日の出発までの間に霞ヶ浦航空隊基地には約30万人がツェッペリン伯号を見に訪れた。

## 所在地
- 土浦市中央1丁目13-6（まちかど蔵の一角）
- 開館時間：10:00 - 16:00
- 休館期間：12月29日 - 1月3日
- 入館料：無料